# .bm
.bm è il dominio di primo livello nazionale assegnato a Bermuda.
Originariamente amministrato dal Bermuda College, nel 2007 la sua gestione è passata al Registrar General of Bermuda.

## Domini di secondo livello
Sono previsti i seguenti domini di secondo livello:
- .net.bm
- .biz.bm
- .co.bm
- .com.bm
- .org.bm
- .net.bm
- .edu.bm
- .gov.bm